# La Patrona
La Patrona – meksykańsko-amerykańska telenowela z 2013 roku wyprodukowana przez wytwórnię Telemundo i Argos Comunicación.
Telenowela była emitowana m.in. w Stanach Zjednoczonych na kanale Telemundo.

## Obsada
- Aracely Arámbula – Gabriela Suárez / Verónica Dantés „La patrona”
- Jorge Luis Pila – Alejandro Beltrán Guerra
- Christian Bach – Antonia Guerra vda. de Vidal / vda. de Beltrán „La patrona”
- Erika de la Rosa – Irene Montemar Godínez de Beltrán
- Alexandra de la Mora – Patricia Montemar Godínez de Villegas
- Gonzalo García Vivanco – Luis „Lucho” Vampa / Yamila
- Christian de la Campa – Alberto Espino
- Aldo Gallardo – Ricardo Villegas Goldstein
- Diego Soldano – Rodrigo „Mano de Hierro” Balmaceda
- Kenia Gascón – Prudencia Godínez de Montemar
- Carlos Torres Torrija – Julio Montemar
- Geraldine Zinat – Francisca Mogollón de Suárez
- Marú Bravo – Poncia Jiménez
- Surya Macgrégor – Constanza Goldstein de Villegas / Fátima
- Alisa Vélez – Julia Montemar Godínez de Beltrán
- Mario Loria – Gastón Goicochea
- Irineo Álvarez – Ramón Izquierdo
- Francisco „Pakey” Vázquez – Macario Gaitán
- Tómas Goros – Ramiro „Lagarto” Chacón
- Manola Diez – Lucecita
- Bárbara Singer – Valentina Vidal San Martín
- Martín Barba – David Beltrán Suárez
- Ennio Ricciardi – Maximiliano Suárez Mogollón
- Andrea Betley – Valentina Vidal San Martín (niña)
- Patricio Sebastián – David Beltrán Suárez (niño)
- Emilio Caballero – Maximiliano Suárez Mogollón (niño)
- Manuel Balbi – Fernando Beltrán Guerra
- Javier Díaz Dueñas – Tomás „Tigre” Suárez
- Joaquín Garrido – Aníbal Villegas
- Fabián Peña – Marcos Beltrán
- Marco Zetina – Marcelo Vidal
- Joaquín Cosío – Esteban Rigores
- Angel Chehin – Manuel Zapata
- José Luis Yeverino
- Franco Gala – Pascual Duarte
- Aline Marrero – Inocencia Mercado
- Iñaki Goci – Leonardo Guillén
- Anilú Pardo – Dr. Gertrudis Aguirre
- Aurora Gil – Romina Romero
- Rocío Canseco – Milagros
- Rami Martínez – Casanova
- Gina Vargas – Cecilia
- Mauricio Garza – Lucas Guillén
- Francisco Calvillo – Braulio Cifuentes
- Eric Ramírez – González
- Sharon Zundel – Dr. Inés Mendoza
- Palmeira Cruz – Eugenia Toledo Palacios / Nayelis Sánchez